# Yamaha xv950

Yamaha XV950

Yamaha XV950 — мотоцикл, компанії Yamaha (клас круїзер), випускається японською компанією Yamaha з 2013 року. Компанія Yamaha анонсувала новий мотоцикл Yamaha XV950 2014, дизайн якого надихнули мотоцикли Yamaha 1980-х років.
Характерним слоганом для даної моделі стало «Натхненний минулий, створений для майбутнього». На американському ринку, на відміну від європейського, даний мотоцикл носить ім'я Star Bolt або Yamaha Bolt і покликаний скласти конкуренцію Harley-Davidson.

## Опис
Yamaha XV950 — це мотоцикл у стилі "боббер", який може похвалитися високим баком, короткою колісною базою та окремим сидінням. Bolt приводиться в рух 942-кубовим двигуном з повітряним охолодженням, 60° V-подібним двигуном, встановленим на подвійній рамі, що робить його одним із найлегших мотоциклів у своїй категорії.
| Характеристики               | параметри                                                                          |
| ---------------------------- | ---------------------------------------------------------------------------------- |
| Тип двигуна                  | З повітряним охолодженням, 4-тактний, SOHC, 4-клапанний, V-подібний з 2 циліндрами |
| Робочий об'єм                | 942 см³                                                                            |
| Макс. потужність             | 38.3 кВт (52.1 к.с.) 5 500 об./хв.                                                 |
| Макс. крутний момент         | 79.5 Нм (8.1 кг-м) при 3 000 об./хв.                                               |
| Система мастила              | мокрий картер                                                                      |
| Тип зчеплення                | у масляній ванні, багатодискове                                                    |
| Трансмісія                   | Механічна, 5-ступінчаста                                                           |
| Головна передача             | ремінь                                                                             |
| Рама                         | Сталева, дуплексна                                                                 |
| Загальна довжина             | 2 290 мм                                                                           |
| Загальна ширина              | 830 мм                                                                             |
| Загальна висота              | 1 120 мм                                                                           |
| Висота сидіння               | 690 мм                                                                             |
| Мінімальний дорожній просвіт | 130 мм                                                                             |
| Споряджена маса              | 247 кг / ABS 251 кг                                                                |
| Ємність паливного бака       | 12 л                                                                               |
| Обсяг масла в двигуні        | 4.3 л                                                                              |